# Anthony Nesty

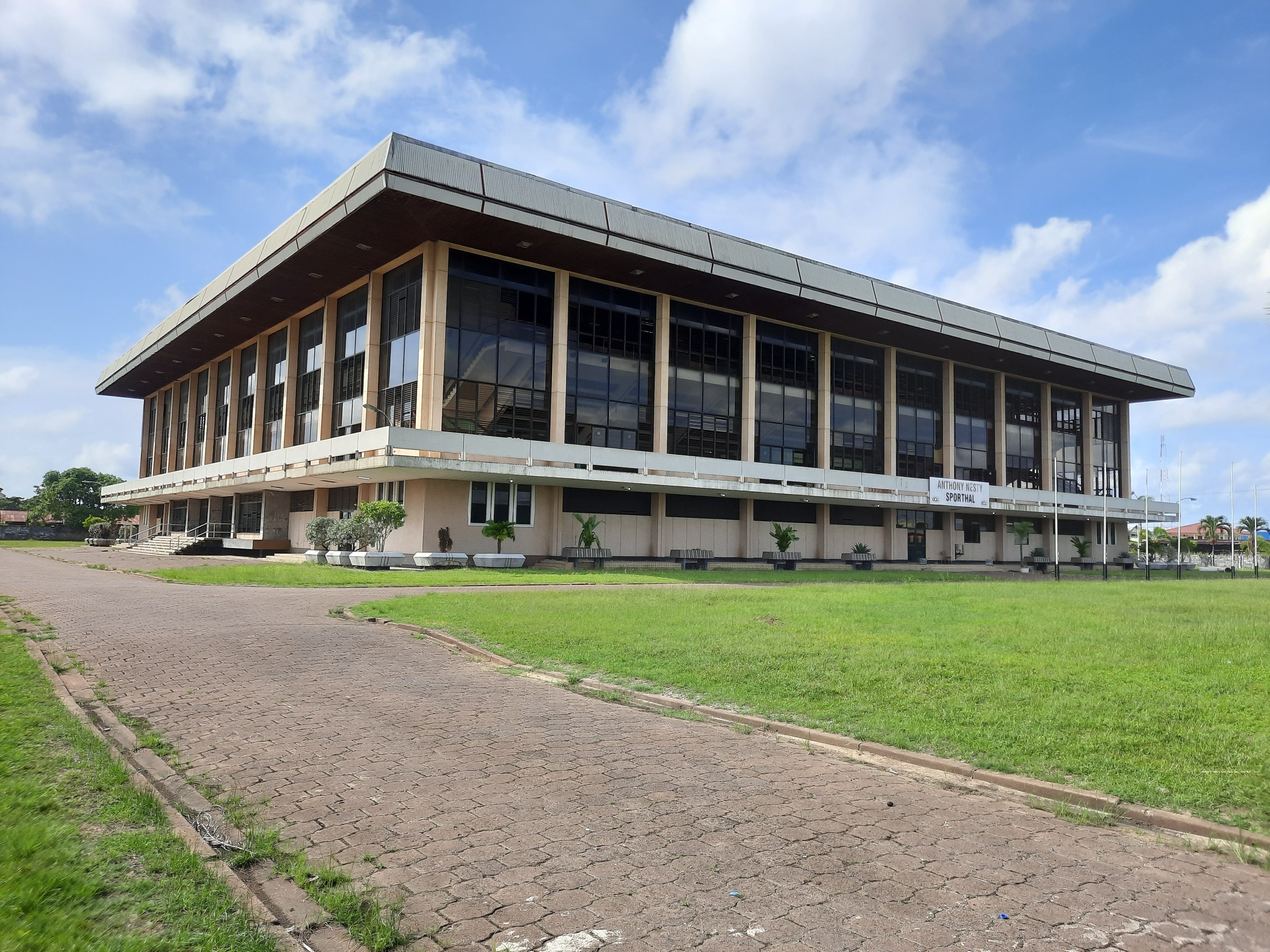
Anthony Nesty Sporthal

Anthony Conrad Nesty (Port of Spain, 25 november 1967) is een Surinaams voormalig zwemmer. Hij groeide in 1988 op slag uit tot een Surinaamse volksheld door bij de Olympische Spelen in Seoel de gouden medaille te winnen op de 100 meter vlinderslag (tijd 53,00).

## Carrière
Nesty was de jongste uit een gezin van vijf kinderen. Toen hij negen maanden oud was, emigreerde het gezin naar Suriname, waar hij op vijfjarige leeftijd begon met zwemmen. Zijn vader Ron Nesty hield hem warm voor de sport, want diep in zijn hart wilde Nesty als tiener niets liever dan stoppen met zwemmen. Zijn doorzettingsvermogen werd beloond in 1984, toen het Surinaams Olympisch Comité hem afvaardigde voor de Olympische Spelen in Los Angeles. Dat jaar werd hij ook uitgeroepen tot Sporter van het jaar. Die titel kreeg hij opnieuw in 1986, 1987 en 1988.
Bij zijn olympisch debuut kwam Nesty niet verder dan de 21e plaats op de 100 meter vlinderslag. Hij en zijn toenmalige coach Kenneth McDonald besloten daarop dat het verstandiger was voortaan in Amerika te trainen. Nesty verliet zijn club De Dolfijn in Paramaribo, en sloot zich aan bij het zwemteam van de Bolles Prep School in Jacksonville (Florida). Onder leiding van coach Greg Troy maakte hij gestage progressie. Zo won hij in 1987 de gouden medaille op de 100 meter vlinderslag en de bronzen medaille op de 200 meter vlinderslag bij de Pan-Amerikaanse Spelen in Indianapolis. Vier jaar later, bij de Pan Am Games in Havana, prolongeerde hij zijn titel op de 100 meter vlinder en eindigde hij als tweede (zilver) op de dubbele afstand.
Maar het was in Indianapolis waar hij zijn naam vestigde, al kwam voor velen zijn gouden race bij de Olympische Spelen in Seoel toch nog als een verrassing. Ook voor de organisatie was deze uitslag een verrassing, want bij de huldiging was niet het officiële Surinaamse volkslied te horen. Hij versloeg de gedoodverfde Amerikaanse favoriet Matt Biondi met het kleinst mogelijke verschil: een honderdste van een seconde. Na afloop vroeg Biondi zich verbijsterd af waarom hij in 's hemelsnaam zijn nagels had geknipt. Nesty was niet alleen Surinames eerste olympisch kampioen, hij was bovendien ook de eerste zwemmer met een donkere huidskleur die een gouden olympische medaille won (Enith Brigitha, die voor Nederland uitkwam, won eerder twee bronzen medailles tijdens de Spelen van Montreal in 1976).
Nesty's prestatie leidde tot een volksfeest in zijn vaderland, waar ruim 20.000 mensen - op dat moment zo'n vijf procent van de bevolking - hem bij terugkomst opwachtten op vliegveld Zanderij.
Nesty bleef echter trainen in de Verenigde Staten, waar hij zich sinds 1987 had aangesloten bij de University of Florida onder de hoede van coach Randy Reese. Bij de Amerikaanse studentenkampioenschappen (NCAA) won hij in totaal vijf titels. Bij de wereldkampioenschappen langebaan (50 meter) in 1991 in Perth handhaafde Nesty zich als 's werelds beste sprinter op de vlinderslag: hij versloeg voormalig wereldrecordhouder Michael Groß uit Duitsland. Een jaar later, bij de Olympische Spelen van 1992 in Barcelona moest de Surinaamse volksheld evenwel genoegen nemen met de bronzen medaille. Het goud ging naar de Amerikaan Pablo Morales.
Na zijn actieve sportcarrière bleef Nesty werkzaam in de Verenigde Staten, als coach van het Swim Florida Team in Sarasota. Hij 'leende' zijn naam voor een campagne tegen drugs in Frans-Guyana, Guyana en Suriname. In 1991 werd hij benoemd tot zogeheten Goodwill Ambassador van zijn vaderland, een jaar later trad hij toe tot de atletencommissie van de wereldzwembond FINA.
Over het verhaal van Anthony Nesty is in 2000 de documentaire Goud voor Suriname gemaakt door regisseur Esther Prade en producent Paul de Bont. De documentaire werd door de IKON en KRO uitgezonden in 2001.
In 2021 werd hij door het Southeastern Conference voor het derde jaar op rij gekozen tot Coach van het Jaar. De Verenigde Staten benoemden hem tot assistent-coach van hun team tijdens de Olympische Spelen in Japan in 2021. In 2022 riep ook de American Swimming Coaches Association (ASCA) hem uit tot Coach van het Jaar. Op 5 september 2024 werd hij door de American Swimming Coaches Association onderscheiden met de George Haines Coach of the Year 2024 award. In 2022 werd hij een maand lang geëerd met een plaats op de Iconenkalender van NAKS.
In 2024 was hij de hoofdcoach van het Amerikaanse zwemteam tijdens de Olympische Zomerspelen in Parijs.

## Eerbetoon

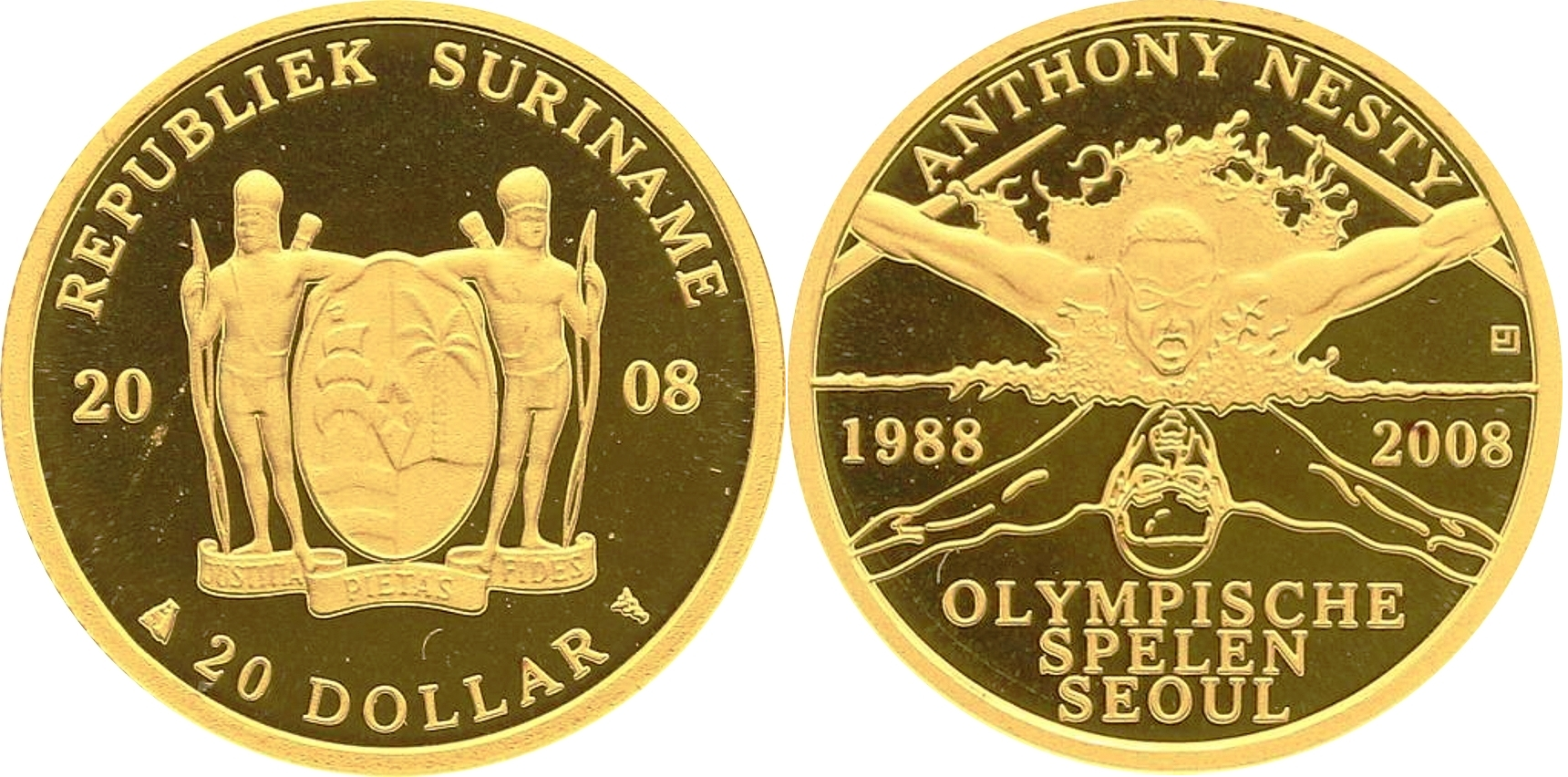
Herdenkingsmunt 20 Surinaamse dollar, 2008

Anthony Nesty was in 1988 de olympische vlaggendrager als zwemmer en in 2008 als coach.
Van de regering ontving hij 's lands hoogste onderscheiding: Commandeur in de Ereorde van de Gele Ster Ook de Anthony Nesty International Open (ANIO, sinds circa 2005), de Anthony Nesty Sporthal in Paramaribo en een Douglas DC-8-vliegtuig werden naar hem vernoemd. Zijn afbeelding kwam bovendien te staan op een bankbiljet ter waarde van 25 Surinaamse gulden. In 1995 werd een borstbeeld van hem bij de zwemvereniging Dolfijn onthuld. In 2008 verscheen ter ere van zijn Olympische prestatie een herdenkingsmunt van 20 Surinaamse dollar tijdens het 20-jarige jubileum.
Op 26 april 2025 onderscheidde president Chan Santokhi Nesty met de hoogste civiele onderscheiding van het land, het Grootlint in de Ereorde van de Gele Ster.